# عقد صلح
صلح در فقه و حقوق ایران نوعی عقد لازم است که در آن دو طرف، توافق بر امری می‌کنند که عنوان آن امر از عقود معروف از قبیل بیع، رهن، اجاره و امثالهم نباشد. صلح در لغت به معنای سازش، آشتی کردن، توافق کردن، پیمانی که بر حسب آن دعوایی را حل و فصل کردن و پیمان تسلیم است.
عقد صلح در اصطلاح به معنای تراضی و تسالم بر امری است. صلح گاهی برای رفع اختلافات موجود یا برای جلوگیری از تنازع احتمالی آینده صورت می‌گیرد یا به‌جای یکی از عقود معاملاتی به‌کار می‌رود.

## انواع صلح
صلح به دو قسم زیر تقسیم‌بندی می‌شود:
1. صلح بر دعوی: صلحی که در جهت رفع تنازع یا جلوگیری از آن واقع شود.
2. صلح بدوی:معامله‌ای مبتنی بر تسالم و توافق است و در ردیف بیع، هبه و اجاره محسوب می‌شود.

## شرایط عقد صلح
عقد صلح برای صحت باید شرایط زیر را دارا باشد:
1. اهلیت طرفین[۴]
2. موضوع صلح باید مشروعیت و منفعت عقلائی (مالیت) داشته باشد
3. جهت صلح با ید مشروع باشد
4. قصد و رضای طرفین نسبت به عقد[۵]

## موارد فسخ صلح
موارد فسخ صلح عبارت اند از:
1. خیارات
2. اقاله

(مطابق ماده ۷۶۰ قانون مدنی، صلح عقد لازم است اگر چه در مقام عقود جایزه واقع شده باشد و بر هم نمی خورد مگر در موارد فسخ به خیار یا اقاله.)  